# Rivellia pallida
Rivellia pallida är en tvåvingeart som beskrevs av Friedrich Hermann Loew 1873. Rivellia pallida ingår i släktet Rivellia och familjen bredmunsflugor. Inga underarter finns listade i Catalogue of Life.